# Flußbach
Flußbach település Németországban, Rajna-vidék-Pfalz tartományban. Lakosainak száma 431 fő (2023. december 31.). Flußbach Bausendorf és Diefenbach községekkel határos.

## Népesség
A település népességének változása:
| Lakosok száma | 282  | 434  | 431  | 429  | 434  | 431  |
|               | 1975 | 2017 | 2019 | 2021 | 2022 | 2023 |